# Hans-Peter Lemmel
Hans-Peter Lemmel (* 18. März 1939 in Königsberg) ist ein deutscher Jurist. Er war von 1987 bis 2004 Richter am Bundesverwaltungsgericht.

## Leben und Wirken
Lemmel studierte Rechtswissenschaften in Heidelberg, Berlin und Göttingen. 1970 wurde er an der Universität Hamburg zu dem Thema „Unbestimmte Strafbarkeitsvoraussetzungen im Besonderen Teil des Strafrechts und der Grundsatz nullum crimen sine lege“ promoviert. 1971 trat er in den Justizdienst des Landes Niedersachsen ein und kam beim Landgericht Lüneburg, Amtsgericht Medingen und bei der Staatsanwaltschaft Stade zum Einsatz. 1973 erfolgte seine Versetzung an das Verwaltungsgericht Braunschweig. 1974 wurde er dort zum Richter am Verwaltungsgericht ernannt. 1978 erfolgte Lemmels Abordnung als Wissenschaftlicher Mitarbeiter an das Bundesverwaltungsgericht. Anschließend wurde er zum Richter am Oberverwaltungsgericht Lüneburg ernannt.
Nach seiner Ernennung zum Richter am Bundesverwaltungsgericht im Jahr 1987 wies das Präsidium Lemmel dem u. a. für das Bau- und Bodenrecht, für das Recht der Raumordnung, für das Fachplanungsrechts und für das Straßen- und Wegerecht zuständigen 4. Revisionssenat zu. Lemmel trat am 31. März 2004 in den Ruhestand.
Lemmel gehörte seit 1990 dem Verwaltungsgerichtshof der Union Evangelischer Kirchen in der EKD in Berlin an. Zudem war er bis Ende 2003 rechtskundiger Beisitzer am Rechtshof der Konföderation evangelischer Kirchen in Niedersachsen.